# 东门站 (哥本哈根)
东门站 （丹麥語：Østerport Station）是丹麦国家铁路（包括哥本哈根市郊铁路）与哥本哈根地铁的共构车站。位于哥本哈根市中心与厄斯特布罗区交界处。因附近的哥本哈根东门遗址而得名。

## 历史
本站于1897年启用，最初的站名为“厄斯特布罗站”（丹麦语：Østerbro Station），总设计师是海因里克·文克（Heinrich Wenck）。
启用时是连接哥本哈根与赫尔辛格的西兰岛海岸铁路终点站。不过在1917年，由本站经北门站至哥本哈根火车总站的哥本哈根大街铁路通车后，西兰岛海岸铁路在哥本哈根的终点站便转移至哥本哈根火车总站。1934年本站更名为“东门站”。
哥本哈根市郊铁路自1934年5月15日起停靠本站。20世纪80年代，车站进行了大规模整修。建站之初的站房至今仍在使用，现时日客流量约为30000人次。

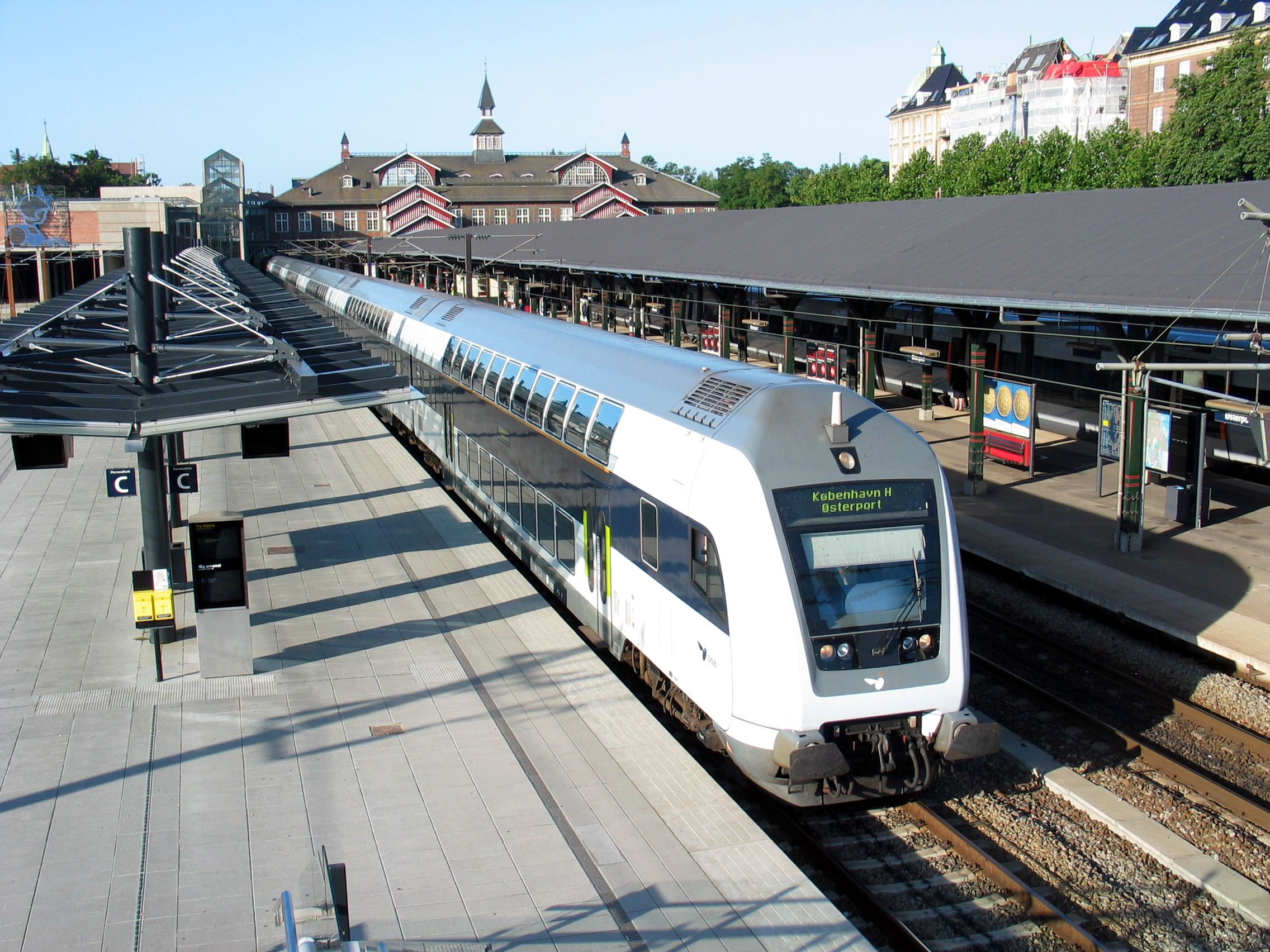
丹麦国家铁路运营的“区域列车”停靠在东门站

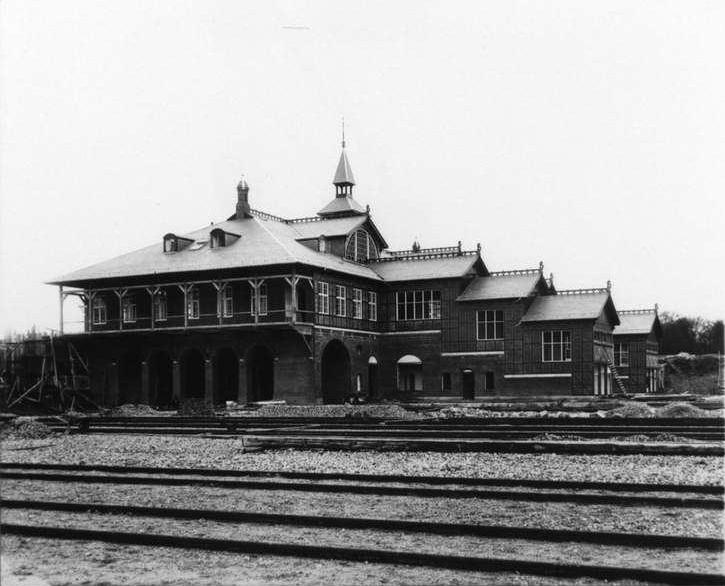
建设中的哥本哈根东门站，拍摄于1896年—1897年，摄影师：彼得·埃尔费尔特（Peter Elfelt）
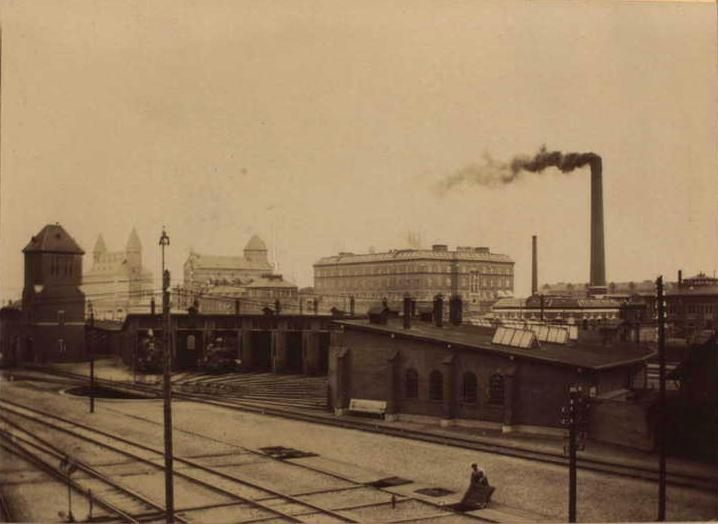
东门站所属的车库与水塔，拍摄于1910年前后
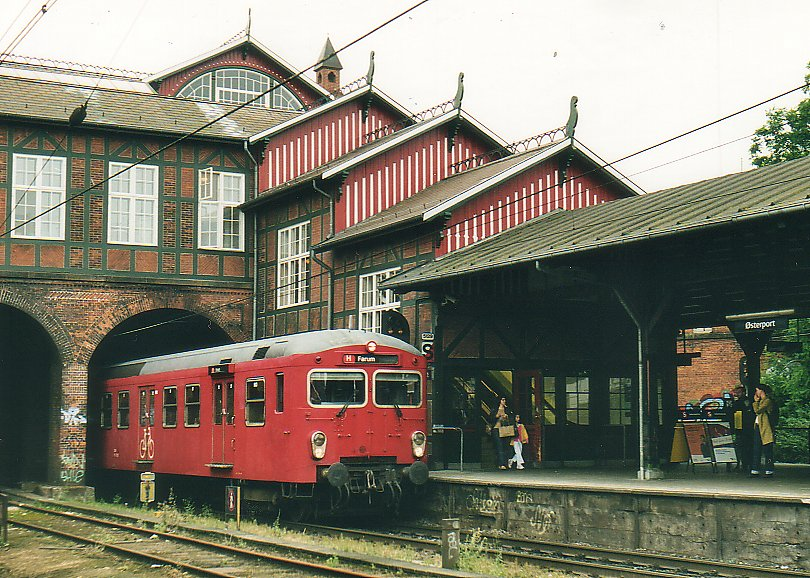
哥本哈根市郊铁路列车在本站停靠

## 地铁站部分

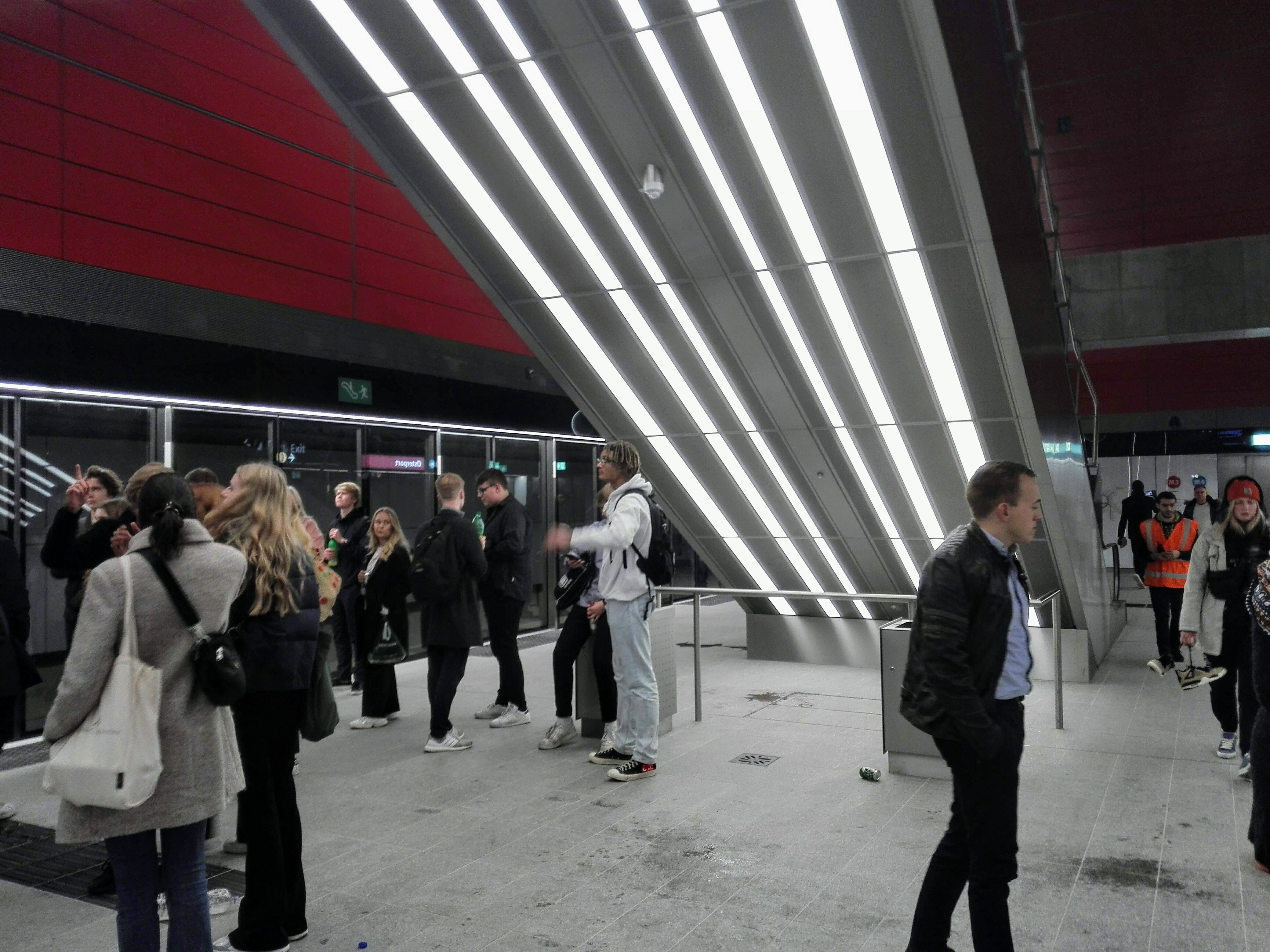
地铁站部分

2019年开通的哥本哈根地铁3号线（城市环线）“东门站”位于国铁站部分地下，地铁站部分与国铁站部分有通道相连。2020年3月28日开通的哥本哈根地铁4号线也在本站设站。

## 停靠列车
在本站停靠的列车包括：连接欧洲多国的“欧城列车”、快速普铁列车“城际列车”、班次频密的“区域列车”、连接丹麦西兰岛与瑞典南部的国际列车、哥本哈根市郊铁路列车。 2019年9月29日起，哥本哈根地铁3号线（城市环线）引入东门站。2020年3月28日，哥本哈根地铁4号线引入东门站。
| 上一站                              | 哥本哈根市郊铁路                      | 下一站                        |
| ----------------------------------- | ------------------------------------- | ----------------------------- |
| 北门站 开往：洪迪厄站               |                                       | 北港站 开往：希勒勒站         |
| 北门站 开往：霍耶-措斯楚普站        |                                       | 北港站 开往：法鲁姆站         |
| 北门站 开往：霍耶-措斯楚普站        | 仅工作日高峰时段开行                  | 北港站 开往：布津厄站         |
| 北门站 开往：腓特烈松站             |                                       | 北港站 开往：克兰彭堡站       |
| 北门站 开往：克厄站                 | 仅工作日白天开行                      | 北港站 开往：霍尔特站         |
| 北门站 开往：巴勒鲁普站             | 仅工作日白天开行                      | 终点站                        |
| 上一站                              | 哥本哈根地铁                          | 下一站                        |
| 大理石教堂站 环线                   | 3号线                                 | 三角广场站 环线               |
| 大理石教堂站 开往：哥本哈根火车总站 | 4号线                                 | 北港站 开往：东方码头站       |
| 上一站                              | 丹麦国家铁路                          | 下一站                        |
| 海勒鲁普站 开往：赫尔辛格站         | 西兰岛海岸铁路 （厄勒列车）           | 北门站 开往：马尔默中央车站   |
| 海勒鲁普站 开往：尼沃站             | 西兰岛海岸铁路 尼沃⟷哥本哈根机场      | 北门站 开往：哥本哈根机场站   |
| 龙斯泰兹海岸站 开往：赫尔辛格站     | 赫尔辛格⟷罗斯基勒                     | 北门站 开往：罗斯基勒站       |
| 终点站                              | 哥本哈根⟷罗斯基勒                     | 北门站 开往：罗斯基勒站       |
| 终点站                              | 哥本哈根⟷欧登塞                       | 北门站 开往：欧登塞站         |
| 终点站                              | 城际列车 哥本哈根⟷埃斯比约            | 北门站 开往：埃斯比约站       |
| 终点站                              | 区域列车 哥本哈根⟷凯隆堡              | 北门站 开往：凯隆堡站         |
| 终点站                              | 区域列车 哥本哈根⟷罗斯基勒⟷勒兹比港   | 北门站 开往：勒兹比港站       |
| 终点站                              | 区域列车 哥本哈根⟷克厄⟷尼克宾法尔斯特 | 北门站 开往：尼克宾法尔斯特站 |
| 终点站                              | 区域列车 哥本哈根⟷霍尔拜克            | 北门站 开往：霍尔拜克站       |
| 终点站                              | 区域列车 哥本哈根⟷斯劳厄尔瑟          | 北门站 开往：斯劳厄尔瑟站     |

## 外部連結
- 丹麦国家铁路官网对东门站的介绍 （页面存档备份，存于）（丹麦语）